# 57 Leonis
57 Leonis är en orange jätte i stjärnbilden Lejonet.
57 Leonis har visuell magnitud +6,65 och kräver fältkikare för att kunna observeras. Den befinner sig på ett avstånd av ungefär 745 ljusår.